# Eleccions legislatives de Cap Verd de 1980
Les eleccions legislatives de Cap Verd de 1980 es van celebrar a Cap Verd el 7 de desembre de 1980. Aleshores al país hi havia un sistema unipartidista i l'únic partit legal era el Partit Africà per la Independència de Guinea i Cap Verd (PAIGCV). El PAICV va presentar una llista de 63 candidats als votants per ser aprovada. La llista fou aprovada pel 93,0% de votants, amb una participació del 75,0%.

## Resultats
| Partit                                                  | Vots    | %    | Escons | +/– |
| ------------------------------------------------------- | ------- | ---- | ------ | --- |
| Partit Africà per la Independència de Guinea i Cap Verd | 141.244 | 93,0 | 63     | +7  |
| En contra                                               | 10.631  | 7,0  | –      | –   |
| Total                                                   | 151.875 | 100  | 63     | +7  |
| Votants registrats/participació                         | 202.500 | –    | –      |     |
| Font: Nohlen et al.                                     |         |      |        |     |